# Hi-Bop Ska!
Hi-Bop Ska! – ósmy album studyjny The Skatalites, jamajskiej grupy muzycznej wykonującej ska. 
Płyta została wydana w roku 1994 przez amerykańską wytwórnię Shanachie Records. Produkcją nagrań zajął się Randall Grass.
W roku 1996 krążek został nominowany do nagrody Grammy w kategorii najlepszy album reggae. Była to pierwsza nominacja do tej statuetki w historii zespołu.

## Lista utworów
1. "Guns Of Navarone"
2. "Flowers For Albert"
3. "Ska Reggae Hi-Bop"
4. "You're Wondering Now"
5. "Everlasting Sound"
6. "African Freedom"
7. "Man In The Street"
8. "Split Personality"
9. "Renewal"
10. "Nelson's Song"
11. "Burru Style"
12. "Ska Ska Ska"

## Muzycy

### The Skatalites
- Roland Alphonso - saksofon tenorowy
- Tommy McCook - saksofon tenorowy
- Lester "Ska" Sterling - saksofon altowy
- Lloyd Brevett - kontrabas
- Lloyd Knibb - perkusja
- Will Clark - puzon
- Nathan Breedlove - trąbka
- Devon James - gitara
- Bill Smith - keyboard

### Gościnnie
- David Murray - saksofon tenorowy
- Steve Turre - puzon
- Lester Bowie - trąbka
- Larry McDonald - perkusja
- Val Douglas - gitara basowa
- Monty Alexander - fortepian, melodyka
- Frederick "Toots" Hibbert - wokal
- Prince Buster - wokal
- Doreen Shaffer - wokal
- Britt Savage - chórki
- Kara DioGuardi - chórki